# 西安府

陝西省の西安府の位置（1820年）

西安府（せいあんふ）は、中国にかつて存在した府。明代から民国初年にかけて、現在の陝西省西安市一帯に設置された。

## 概要
1369年（洪武2年）、明により奉元路が西安府に改められた。西安府は陝西省に属し、直属の長安・咸寧・咸陽・興平・臨潼・藍田・涇陽・高陵・鄠・盩厔・渭南・富平・三原・醴泉の14県と華州に属する華陰・蒲城の2県と商州に属する商南・雒南・山陽・鎮安の4県と同州に属する朝邑・白水・郃陽・澄城・韓城の5県と耀州に属する同官県と乾州に属する武功・永寿の2県と邠州に属する淳化・三水・長武の3県、合わせて6州31県を管轄した。
清のとき、西安府は陝西省に属し、長安・咸寧・咸陽・興平・臨潼・藍田・涇陽・高陵・鄠・盩厔・渭南・富平・三原・醴泉・同官・耀州・孝義庁・寧陝庁の2庁1州15県を管轄した。
1913年、中華民国により西安府は廃止された。